# Haumea
(136108) Haumea (symbool: ) is een dwergplaneet in de Kuipergordel van het zonnestelsel. Op 17 september 2008 is de naam Haumea en de status van dwergplaneet toegekend, het definitieve catalogusnummer 136108 kreeg hij al wat eerder. De dwergplaneet is vernoemd naar een Hawaïaanse vruchtbaarheidsgodin.
José-Luis Ortiz van het observatorio de Sierra Nevada in Spanje ontdekte Haumea in 2003. Het object bleek al voor te komen op foto's uit 1955.
Voor de officiële naam werd toegekend had Haumea de voorlopige aanduiding 2003 EL61. Maar ook de bijnaam "Santa" omdat het object rond Kerstmis werd ontdekt.
De equatoriale diameter is waarschijnlijk 1740 km (73% van Pluto) en er zijn twee manen. Haumea is het op vier na grootste ontdekte object voorbij Neptunus, na Eris, Pluto, Sedna en Makemake. Ze is groter dan Orcus en Quaoar.
Het oppervlak lijkt op dat van Pluto's maan Charon. Opvallend is de langgerekte vorm, die het gevolg is van de relatief korte rotatieperiode (3,5 uur).
Het object draait in ongeveer 284 jaar op gemiddeld 43 AE van de zon. De baan is tamelijk langgerekt elliptisch waardoor het soms dichterbij komt dan Pluto.

## Classificatie

De libratie van Haumea (donkergroen, rood) ten opzichte van Neptunus (blauw). De banen van Jupiter (roze), Saturnus (geel) en Uranus (lichtgroen) zijn ook aangegeven.

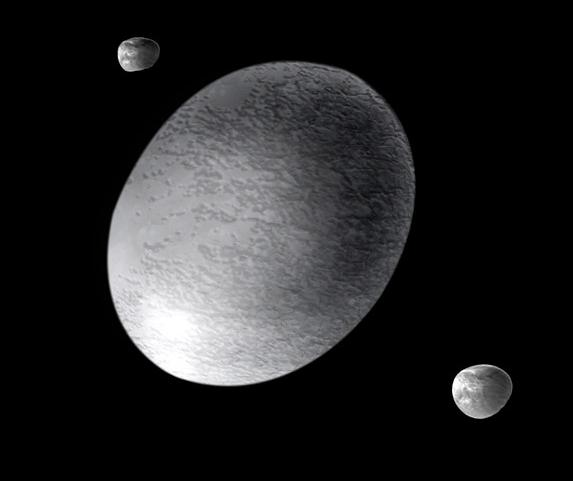
Impressie van Haumea

Haumea is een plutoïde, een technische term die gebruikt wordt om een dwergplaneet aan te duiden met een baan buiten die van Neptunus. Zijn status als dwergplaneet betekent dat hij door zijn eigen zwaartekracht is afgerond, maar die zwaartekracht niet sterk genoeg is om soortgelijke objecten in de ruimte te beïnvloeden. De ellipsvorm is vermoedelijk het gevolg van zijn snelle rotatie, te vergelijken met een met water gevulde ballon die snel ronddraait, en niet omdat hij niet sterk genoeg is om de zwaartekracht te overwinnen.

## Manen
Haumea heeft twee manen. De grootste, Hiʻiaka, heeft voor de officiële naamgeving de bijnaam "Little Helper" gekregen, een verwijzing naar de stripfiguur Santa's Little Helper, of "Rudolph" naar het bekendste rendier van de Kerstman. De massa is 1% van Haumea, de diameter is ongeveer 310 km. De andere maan, Namaka, bijnaam "Blitzen", heeft een diameter van ongeveer 160 km.

## Ring
In 2017 ontdekte een groep Spaanse astronomen dat Haumea een grote planetaire ring bezit met een breedte van 70 km en een straal van 2287 km. Het is de eerste keer dat astronomen een ring ontdekken bij een dwergplaneet in het zonnestelsel.